# Enaim
Enaim (עינים, Pluralbildung zu עין, »Quelle«; auch: Enajim, Ena'im; nach der Septuaginta auch: Αιναν, Ainan) ist ein Ort im Alten Testament Gen 38,14  ; Jos 15,34 .
Der Ort findet sich in der Erzählung von Juda und Tamar. Gen 38 lokalisiert ihn in der Nähe von Adullam auf dem Weg nach Timna: »...dann setzte sie [sc. Tamar] sich an das Tor von Enaim, am Wege nach Timna« (Gen 38,14). Vielleicht identisch mit jenem Enam, das in der Liste der zum Gebiet des Stammes Juda in Jos 15,34 gerechnet wird. 
Da עין auch „Auge“ bedeuten kann und sich ena'im auch als Wegweiser begreifen lässt (vgl. Num 10,31 ), finden sich im Talmud hierzu einige Deutungen. 